# قائمة قرارات مجلس الأمن التابع للأمم المتحدة لعام 2020
تتضمن قائمة قرارات مجلس الأمن التابع للأمم المتحدة لعام 2020 جميع القرارات الصادرة عن مجلس الأمن التابع للأمم المتحدة خلال العام 2020.

## القائمة
| رقم القرار | الرمز            | نص القرار                        | موضوع القرار |
| ---------- | ---------------- | -------------------------------- | --- |
| 2560       | S/RES/2560(2020) | نص القرار على موقع الأمم المتحدة | التهديدات للسلم والأمن الدوليين من جراء الأعمال الإرهابية                                                                                                   |
| 2559       | S/RES/2559(2020) | نص القرار على موقع الأمم المتحدة | تقارير الأمين العام عن السودان وجنوب السودان |
| 2558       | S/RES/2558(2020) | نص القرار على موقع الأمم المتحدة | بناء السلام والحفاظ عليه |
| 2557       | S/RES/2557(2020) | نص القرار على موقع الأمم المتحدة | التهديدات للسلم والأمن الدوليين من جراء الأعمال الإرهابية                                                                                                   |
| 2556       | S/RES/2556(2020) | نص القرار على موقع الأمم المتحدة | الحالة فيما يتعلق بجمهورية الكونغو الديمقراطية |
| 2555       | S/RES/2555(2020) | نص القرار على موقع الأمم المتحدة | الحالة في الشرق الأوسط |
| 2554       | S/RES/2554(2020) | نص القرار على موقع الأمم المتحدة | الحالة في الصومال |
| 2553       | S/RES/2553(2020) | نص القرار على موقع الأمم المتحدة | صون السلم والأمن الدوليين |
| 2552       | S/RES/2552(2020) | نص القرار على موقع الأمم المتحدة | الحالة في جمهورية أفريقيا الوسطى |
| 2551       | S/RES/2551(2020) | نص القرار على موقع الأمم المتحدة | الحالة في الصومال |
| 2550       | S/RES/2550(2020) | نص القرار على موقع الأمم المتحدة | تقارير الأمين العام عن السودان وجنوب السودان |
| 2549       | S/RES/2549(2020) | نص القرار على موقع الأمم المتحدة | الحالة في البوسنة والهرسك |
| 2548       | S/RES/2548(2020) | نص القرار على موقع الأمم المتحدة | الوضع فيما يتعلق بالصحراء الغربية |
| 2547       | S/RES/2547(2020) | نص القرار على موقع الأمم المتحدة | السؤال المتعلق بهايتي |
| 2546       | S/RES/2546(2020) | نص القرار على موقع الأمم المتحدة | صون السلم والأمن الدوليين |
| 2545       | S/RES/2545(2020) | نص القرار على موقع الأمم المتحدة | رسالتان متطابقتان مؤرختان في 19 كانون الثاني/ يناير 2016 موجهتان من الممثل الدائم لكولومبيا لدى الأمم المتحدة إلى الأمين العام ورئيس مجلس الأمن (S/2016/53) |
| 2544       | S/RES/2544(2020) | نص القرار على موقع الأمم المتحدة | فريق التحقيق التابع للأمم المتحدة لتعزيز المساءلة عن الجرائم التي ارتكبها تنظيم داعش / الدولة الإسلامية في العراق والشام                                    |
| 2543       | S/RES/2543(2020) | نص القرار على موقع الأمم المتحدة | الحالة في أفغانستان |
| 2542       | S/RES/2542(2020) | نص القرار على موقع الأمم المتحدة | الحالة في ليبيا |
| 2541       | S/RES/2541(2020) | نص القرار على موقع الأمم المتحدة | الحالة في مالي |
| 2540       | S/RES/2540(2020) | نص القرار على موقع الأمم المتحدة | الحالة في الصومال |
| 2539       | S/RES/2539(2020) | نص القرار على موقع الأمم المتحدة | الحالة في الشرق الأوسط |
| 2538       | S/RES/2538(2020) | نص القرار على موقع الأمم المتحدة | عمليات الأمم المتحدة لحفظ السلام |
| 2537       | S/RES/2537(2020) | نص القرار على موقع الأمم المتحدة | الحالة في قبرص |
| 2536       | S/RES/2536(2020) | نص القرار على موقع الأمم المتحدة | الحالة في جمهورية وسط أفريقيا |
| 2535       | S/RES/2535(2020) | نص القرار على موقع الأمم المتحدة | صون السلم والأمن الدوليين |
| 2534       | S/RES/2534(2020) | نص القرار على موقع الأمم المتحدة | الحالة في الشرق الأوسط |
| 2533       | S/RES/2533(2020) | نص القرار على موقع الأمم المتحدة | الحالة في الشرق الأوسط |
| 2532       | S/RES/2532(2020) | نص القرار على موقع الأمم المتحدة | صون السلم والأمن الدوليين |
| 2531       | S/RES/2531(2020) | نص القرار على موقع الأمم المتحدة | الحالة في مالي |
| 2530       | S/RES/2530(2020) | نص القرار على موقع الأمم المتحدة | الحالة في الشرق الأوسط |
| 2529       | S/RES/2529(2020) | نص القرار على موقع الأمم المتحدة | الآلية الدولية لتصريف الأعمال المتبقية للمحكمتين الجنائيتين                                                                                                 |
| 2528       | S/RES/2528(2020) | نص القرار على موقع الأمم المتحدة | الحالة المتعلقة بجمهورية الكونغو الديمقراطية |
| 2527       | S/RES/2527(2020) | نص القرار على موقع الأمم المتحدة | الحالة في الصومال |
| 2526       | S/RES/2526(2020) | نص القرار على موقع الأمم المتحدة | الحالة في ليبيا |
| 2525       | S/RES/2525(2020) | نص القرار على موقع الأمم المتحدة | تقارير الأمين العام عن الحالة في السودان وجنوب السودان |
| 2524       | S/RES/2524(2020) | نص القرار على موقع الأمم المتحدة | الحالة في تقارير الأمين العام عن السودان وجنوب السودان |
| 2523       | S/RES/2523(2020) | نص القرار على موقع الأمم المتحدة | تقارير الأمين العام عن السودان وجنوب السودان |
| 2522       | S/RES/2522(2020) | نص القرار على موقع الأمم المتحدة | الحالة في العراق |
| 2521       | S/RES/2521(2020) | نص القرار على موقع الأمم المتحدة | تقارير الأمين العام عن السودان وجنوب السودان |
| 2520       | S/RES/2520(2020) | نص القرار على موقع الأمم المتحدة | الحالة في الصومال |
| 2519       | S/RES/2519(2020) | نص القرار على موقع الأمم المتحدة | تقارير الأمين العام عن السودان وجنوب السودان |
| 2518       | S/RES/2518(2020) | نص القرار على موقع الأمم المتحدة | سلامة وأمن حفظة السلام |
| 2517       | S/RES/2517(2020) | نص القرار على موقع الأمم المتحدة | تقارير الأمين العام عن السودان وجنوب السودان |
| 2516       | S/RES/2516(2020) | نص القرار على موقع الأمم المتحدة | الصومال |
| 2515       | S/RES/2515(2020) | نص القرار على موقع الأمم المتحدة | عدم الانتشار / جمهورية كوريا الشعبية الديمقراطية |
| 2514       | S/RES/2514(2020) | نص القرار على موقع الأمم المتحدة | الحالة في تقارير الأمين العام عن السودان وجنوب السودان |
| 2513       | S/RES/2513(2020) | نص القرار على موقع الأمم المتحدة | الحالة في أفغانستان |
| 2512       | S/RES/2512(2020) | نص القرار على موقع الأمم المتحدة | الحالة في غينيا - بيساو |
| 2511       | S/RES/2511(2020) | نص القرار على موقع الأمم المتحدة | الحالة في الشرق الأوسط |
| 2510       | S/RES/2510(2020) | نص القرار على موقع الأمم المتحدة | الحالة في ليبيا |
| 2509       | S/RES/2509(2020) | نص القرار على موقع الأمم المتحدة | الحالة في ليبيا |
| 2508       | S/RES/2508(2020) | نص القرار على موقع الأمم المتحدة | الحالة في تقارير الأمين العام عن السودان وجنوب السودان |
| 2507       | S/RES/2507(2020) | نص القرار على موقع الأمم المتحدة | الحالة في جمهورية أفريقيا الوسطى |
| 2506       | S/RES/2506(2020) | نص القرار على موقع الأمم المتحدة | الحالة في قبرص |
| 2505       | S/RES/2505(2020) | نص القرار على موقع الأمم المتحدة | الحالة في الشرق الأوسط |
| 2504       | S/RES/2504(2020) | نص القرار على موقع الأمم المتحدة | الحالة في الشرق الأوسط |